# Phong tỏa biển
Phong tỏa biển là một thuật ngữ quân sự mô tả những nỗ lực ngăn cản kẻ thù sử dụng biển mà không nhất thiết kiểm soát biển, nhằm ngăn chặn các nguồn lực quân sự và kinh tế của đối thủ lưu thông qua biển. Đó là một chiến lược ít tham vọng hơn so với kiểm soát biển và có khả năng có thể được thực hiện bằng chiến tranh phi đối xứng hoặc bằng cách duy trì một hạm đội hiện hữu để đe dọa các hoạt động tấn công mà không thực sự tiến hành chúng.
Phong tỏa biển đã được Hải quân Anh sử dụng trong thời gian Chiến tranh Cách mạng Hoa Kỳ nhằm ngăn chặn viện trợ của Pháp, Tây Ban Nha và Hà Lan cho các thuộc địa Mỹ, sau đó được sử dụng để chống lại đế quốc của Napoleon. Để đáp trả điều này Pháp tiến hành Phong tỏa lục địa.
Trong Thế chiến thứ nhất và thứ hai, Đức theo đuổi chiến lược Phong tỏa biển sử dụng tàu ngầm. Do sự chênh lệch đáng kể về sức mạnh của Hải quân Hoàng gia Anh, Hải quân Đế quốc Đức (trong Thế chiến thứ nhất) và Kriegsmarine (trong Thế chiến thứ hai) có rất ít hy vọng giành quyền kiểm soát biển cả, nhưng với tàu ngầm, Đức có thể hy vọng đánh bại người Anh bằng cách bóp nghẹt khả năng thương mại đường biển quan trọng của họ. Trong cả hai cuộc chiến, Vương quốc Anh đã thành công trong việc chống lại chiến lược của Đức với sự kết hợp giữa phân phối nghiêm ngặt khẩu phần, và phát triển vũ khí cùng kỹ thuật chống tàu ngầm.
Phong tỏa biển cũng được hải quân Đức Quốc Xã tiến hành trên biển Baltic để ngăn tàu chở hàng viện trợ Đồng minh đến Liên Xô.
Trong Chiến tranh Lạnh, Liên Xô đầu tư mạnh vào tàu ngầm và có khả năng đã theo đuổi một chiến lược phong tỏa biển tương tự nếu những căng thẳng với các nước NATO leo thang dẫn đến chiến tranh.
Trong chiến tranh Việt Nam, hải quân Mỹ tiến hành phong tỏa biển một cách hạn chế ở khu vực vịnh Bắc Bộ nhằm ngăn cản tàu chở hàng viện trợ của Liên Xô cập cảng Hải Phòng. Một số lượng lớn thủy lôi được rải ở nhiều điểm trên vịnh và đường vào các cảng 
.
Kể từ sau Chiến tranh thế giới thứ hai, một sự kiện đáng chú ý của chiến lược phong tỏa biển là sự kiện "Cuộc chiến tàu chở dầu" khi Iran và Iraq tìm cách khóa Vịnh Ba Tư nhằm cắt đường tiếp tế và viện trợ của nhau.
Chiến lược phong tỏa biển hiện đại liên quan đến việc sử dụng vũ khí phong tỏa khu vực, ví dụ trong bối cảnh một lực lượng trên đất liền sử dụng tên lửa đất đối hạm tấn công mục tiêu trên biển.